# فيلهلم كراغ
فيلهلم كراغ (بالنرويجية البوكمول: Vilhelm Krag)‏ هو كاتب وشاعر نرويجي، ولد في 24 ديسمبر 1871 في كريستيانساند في النرويج، وتوفي في 10 يوليو 1933 في Søgne ‏ في النرويج.

## وصلات خارجية
- فيلهلم كراغ على موقع ميوزك برينز (الإنجليزية)
- فيلهلم كراغ على موقع ديسكوغز (الإنجليزية)